# Valdemar Lebech
Peter Marius Valdemar Lebech (født 2. oktober 1884 - ukendt) var en dansk tømrer. Han er primært kendt for at have bygget rutsjebanerne i Tivoli og på Bakken i og omkring København samt en rutsjebane i Finland og den nu nedlagte Gamla bergbanan (sv) på Liseberg, Göteborg.

## Opvækst
Valdemar Lebech, blev født i Solskov i Øster Snede Sogn ved Vejle som søn af Josias Lebech og Mariane Olesen.
I år 1900 boede han i Nørregade 25 i Vejle, hvor han stod opført som værende tømrer.

## Værker
Omkring 1906 byggede han indgangspartiet til Tivoli i København og hjalp i årene med at lave reparationer og lignende i parken.
En af Lebechs mest kendte byggerier er rutsjebanen i Tivoli bygget omkring 1914.
Derudover har han også bygget rutsjebanen på Dyrehavsbakken, der blev åbnet den 16. maj 1932 og Vuoristorata i Linnanmäki bygget i 1952.
Rutsjebanerne i Tivoli og på Dyrehavsbakken blev bygget i samarbejde med den irske ingeniør Walther Queenland.
- Rutsjebanen på Dyrehavsbakken
- Rutsjebanen Vuoristorata i Linnanmäki
- Gamla Bergbanan på Liseberg